# Vera Tax
Vera Tax (ur. 8 lutego 1972 w Venlo) – holenderska polityk i działaczka samorządowa, posłanka do Parlamentu Europejskiego IX kadencji.

## Życiorys
Studiowała na jednym z kampusów w ramach Fontys Hogescholen. Działaczka Partii Pracy, weszła w skład władz lokalnych partii. W 2006 została radną miejską w Venlo, a w 2010 stanęła na czele frakcji radnych PvdA. W 2014 powołana w skład zarządu miasta jako wethouder odpowiedzialny za sprawy społeczne. Zrezygnowała z tej funkcji w 2017, w następnym roku powołana na stanowisko dyrektorskie w BOEI-Limburg, instytucji zajmującej się wsparciem socjalnym. W wyborach w 2019 uzyskała mandat posłanki do Parlamentu Europejskiego IX kadencji.